# Левченко Анатолій Семенович
Анато́лій Семе́нович Ле́вченко (нар. 21 травня 1941 — пом. 6 серпня 1988) — український радянський льотчик-космонавт, Герой Радянського Союзу (1987), 64-й космонавт СРСР і 207-ма людина у космосі, льотчик-космонавт СРСР (№ 63), капітан запасу. Здійснив один космічний політ тривалістю 7 діб 21 година 58 хвилин 12 секунд. Помер через 7 місяців після польоту, у віці 47 років, від пухлини головного мозку.

## Життєпис
Народився 21 травня 1941 року в селі Основинці Краснокутського району Харківської області Української РСР (тепер — село у Богодухівському районі Харківської області України) у сім'ї слюсаря і водія-механіка Семена Павловича Левченка (нар. 1904 — пом. 1943) та завідувачки дитячим садком Параски Трохимівни (нар. 1904 — пом. 1968). Їхній рід походив від Івана Каразіна, засновника Краснокутського дендропарку. Батька невдовзі мобілізували, а в 1943 році він загинув на війні — в його машину влучила авіабомба.

### Навчання
У 1958 році — закінчив Краснокутську середню школу. Відмінником не був, але в старших класах зацікавився фізикою і електротехнікою. Після школи вступив до Харківського авіаційного інженерного училища, проте вчитися передумав, забрав документи і рік пропрацював у садівництві, в садах Краснокутської дослідної станції садівництва.
У 1959 році — став курсантом Кременчуцького вищого військового авіаційного училища льотчиків. Однак того ж року училище розформували, а Левченка перевели до Вищого військового авіаційного училища льотчиків в Чернігові, яке він закінчив в 1964 році. В училищі Левченко навчався разом із Петром Климуком, ще одним майбутнім космонавтом, двічі Героєм Радянського Союзу.
З 1964 по 1970 рік — служив у різних частинах Військово-повітряних сил СРСР: спочатку в Липецькому районі Липецької області, а потім — в Туркменській РСР, у військовому окрузі Туркестану. 
Із 1965 року — член КПРС. 
У 1967 році — закінчив курси вдосконалення офіцерського складу, а у 1970 — вийшов в запас.

### Випробувальна робота
У 1971 році Анатолій Левченко закінчив Школу льотчиків-випробувачів при Льотно-дослідницькому інституті імені М. М. Громова (ЛДІ) Міністерства авіаційної промисловості СРСР і почав працювати льотчиком-випробувачем ЛДІ. Він поселився у місті Жуковський, де знаходився інститут. Літав на літаках винищувального, бомбардувального і транспортного типів. Проводив роботи, пов'язані з розширенням обмежень і поліпшенням характеристик бойових винищувачів, аеродинамічними дослідженнями, дослідженнями міцності, а також доводкою серійних і модифікованих силових установок та експериментального обладнання. Брав участь у відпрацюваннях систем управління на літаках-лабораторіях зі змінними характеристиками стійкості і керованості. Провів випробування Ту-144 з відпрацювання автоматичного заходу на посадку до висоти 20 метрів, а також брав активну участь у відпрацюванні методики і тактики ведення одиночного та групового повітряного бою із застосуванням ракет ближнього бою.
За час випробувальної роботи Левченко освоїв 87 типів і модифікацій літаків. Загалом він мав наліт на літаках 3 574 годин 22 хвилини, у тому числі у випробувальних польотах — 1 979 годин 36 хвилин.
В Інституті Левченко познайомився з Людмилою Миколаївною Костроміною, начальником бюро льотно-технічної документації, яка згодом стала його дружиною. У 1974 році в них народився син Кирило. У вільний час Левченки ходили в туристичні походи. Анатолій був «душею компанії», любив грати на гітарі, складав пісні, захоплювався гірськими лижами, плаванням.

### Космічна підготовка
Наказом № 630 начальника Льотно-дослідницького інституту Левченка зарахували до групи спеціальної підготовки за програмою «Буран» (12 липня 1977). Вже через рік він отримав позитивний висновок Головної медичної комісії, і 1 лютого 1979 року наказом № 34 Міністерства авіаційної промисловості його зарахували до головної групи для підготовки за програмою «Буран». Майже два роки Левченко проходив загальнокосмічну підготовку в Центрі підготовки космонавтів імені Гагаріна. 30 липня 1980 року рішенням медичної комісії Левченка рекомендували зарахувати до групи космонавтів-дослідників, а за два місяці він вже був її членом. В серпні наступного року Левченко увійшов до складу загону космонавтів-випробувачів ЛДІ. А 12 лютого 1982 року, після здачі всіх заліків із загальнокосмічної підготовки, отримав кваліфікацію «космонавт-випробувач».
Левченко пройшов повний курс загальнокосмічної підготовки, а також підготовки до польотів на орбітальному кораблі «Буран» і кораблях типу «Союз». З вересня 1982 по травень 1983 року він готувався до польоту у складі дублювального екіпажу з Володимиром Васютіним і Віктором Савіних, проте невдовзі його вивели з екіпажу у зв'язку зі зміною програми польотів на «Салют-7». З грудня 1983 року на базі ЛДІ Левченко проходив підготовку до космічного польоту на кораблі «Буран», під час якої відпрацьовував системи ручного управління і автоматичної посадки на літаку-лабораторії Ту-154 і літаку МІГ-25, оснащених системами управління «Бурану». За планами Міністерства авіаційної промисловості і ЛДІ, Левченко повинен був стати командиром дублювального екіпажу для першого космічного польоту «Бурану» разом з космонавтом-випробувачем Олександром Щукіним. Він проходив підготовку як командир екіпажу разом з Геннадієм Стрекаловим.
У 1983 році Левченку надали звання капітана авіації і перевели в запас. Менше ніж за рік, з 20 червня 1986 по 21 травня 1987, він виконав 4 польоти на «БТС-02» (атмосферний літак-аналог «Бурану») для відпрацювання системи автоматичної посадки. Як командир і другий пілот двічі рулював «БТС-02». За випробування авіаційної техніки указом Президії Верховної Ради СРСР 15 серпня 1986 року Левченку було присвоєно звання «Заслужений льотчик-випробувач СРСР». А 4 лютого 1987 року його призначили заступником начальника Галузевого комплексу підготовки космонавтів-випробувачів при ЛДІ, зі збереженням посади космонавта-випробувача і льотчика-випробувача 1-го класу.
З 1 березня 1987 року Левченко проходив підготовку до космічного короткострокового польоту у складі групи. З 11 травня по 8 грудня 1987 він безпосередньо готувався до польоту на орбітальну станцію «Мир» як космонавт-дослідник основного екіпажу, разом із Володимиром Тітовим і Мусою Манаровим.

#### Космічний політ
Анатолій Левченко здійснив перший і останній у своєму житті космічний політ з 21 по 29 грудня 1987 року як космонавт-дослідник на кораблі «Союз ТМ-4». Разом із ним стартували Володимир Тітов і Муса Манаров. Левченко кілька днів провів на борту орбітальної станції «Мир» і повернувся на Землю на «Союзі ТМ-3» разом із командиром Юрієм Романенко і бортінженером Олександром Александровим. Під час польоту космонавт проводив експеримент з дослідження можливості управління «Бураном» в період гострої адаптації до невагомості на спеціальному стенді, розміщеному в побутовому відсіку «Союзу ТМ-4». Загальна тривалість польоту на станцію «Мир» і назад на Землю склала 7 діб 21 година 58 хвилин 12 секунд.
29 грудня 1987 року, через 30 хвилин після приземлення (найкоротший відпочинок після польоту за всю історію космонавтики), Левченко сів за штурвал літака Ту-154 та МІГ-25. Унікальний експеримент провели, щоб з'ясувати, чи здатний людський організм швидко здолати вплив невагомості. На літаках, обладнаних системами управління «Бурану», Левченко успішно виконав самостійні польоти до міста Жуковський Московської області, де розташовується ЛДІ, і назад на Байконур.
За мужність і героїзм, проявлені під час космічного польоту, указом Президії Верховної Ради СРСР від 29 грудня 1987 року Левченко був удостоєний звання Герой Радянського Союзу, Льотчик-космонавт СРСР і нагороджений медаллю «Золота Зірка» та орденом Леніна.

### Хвороба і смерть
У травні 1988 року Анатолій Левченко занедужав і вимушений був лягти у шпиталь. У нього виявили пухлину мозку. Найвірогіднішою причиною її появи називають те, що за 10 років перебування в загоні космонавтів Левченку неодноразово доводилося випробовувати перевантаження. Пухлина прогресувала дуже стрімко. Космонавт «згорів» за неповні три місяці, хоча його оперували і намагалися врятувати найкращі лікарі СРСР. Помер Левченко 6 серпня 1988 року в московській лікарні. Його поховали в місті Жуковський, під Москвою, на Биковському кладовищі, на так званій «Алеї космонавтів». Володимиру Тітову і Мусі Манарову, які ще майже рік залишалися на станції «Мир», про смерть Левченка вирішено було не повідомляти. Додому вони повернулися з французьким космонавтом Жан-Лу Крет'єном і незабаром побували на могилі товариша. Дружина Левченка не надовго пережила чоловіка: вона померла через 8 років, 29 грудня 1996 року, в день 9-ї річниці жорсткого приземлення Анатолія Семеновича.
Серед колег-космонавтів Левченка ходили й інші, непідтверджені версії причин розвитку пухлини. За однією з них, вона розвинулася унаслідок жорсткої посадки «Союзу ТМ-3»: на відміну від двох інших космонавтів, Левченко під час приземлення дуже сильно вдарився головою. За іншою версією, космонавт травмувався ще в космосі — під час випробувань на орбіті на станції «Мир» стався вибух. Також причиною розвитку пухлини називали звичайний інсульт, який космонавт переніс за три місяці до смерті.
Товариш Левченка, заслужений льотчик-випробувач СРСР Петро Льовушкін вважав, що пухлина розвинулась через космічне опромінення. Він писав:

| «Толя Левченко... пішов в загін космонавтів. Після польоту в космос він поділився враженнями. Його готували до польоту на «Бурані». У космічному польоті перед ним стояло таке завдання: відлітати сім діб, адаптуватися до умов космічної невагомості, прилетіти і, не відлежуючись, самостійно сісти на літак МІГ-25, підняти його, злітати, виконати завдання і сісти. Конкретних обов'язків в космосі, крім того як фізично і психологічно пристосуватися до тих умов, у нього не було. Тому він під час роботи космічного екіпажу запливав в безшумні неробочі відсіки, які, на його нещастя, не були особливо захищені від шкідливих випромінювань. В результаті — злоякісна пухлина і такий передчасний кінець. Дуже шкода — з ним хотіли працювати всі». Оригінальний текст (рос.) «Толя Левченко... пошел в отряд космонавтов. После полета в космос он поделился впечатлениями. Его готовили к полету на «Буране». В космическом полете перед ним стояла такая задача: отлетать семь суток, адаптироваться к условиям космической невесомости, прилететь и, не отлеживаясь, самостоятельно сесть на самолет МиГ-25, поднять его, слетать, выполнить задание и сесть. Конкретных обязанностей в космосе, кроме того кок физически и психологически приспособиться к тем условиям, у него не было. Поэтому он во время работы космического экипажа уплывал в бесшумные нерабочие отсеки, которые, на его несчастье, не были особо защищены от вредных излучений. В результате — злокачественная опухоль и такая безвременная кончина. Очень жалко - с ним хотели работать все». |
| |

Льотчик-випробувач ЛДІ, Герой Російської Федерації Олександр Гарнаєв пухлину і хворобу називав «незрозумілою». Він згадував:

| «Нестерпно важко тягнувся запорошений серпень 1988 року... Шостого помер від болісної і незрозуміло блискавичної хвороби Анатолій Семенович Левченко, який всього лише півроку тому літав як космонавт-дослідник на орбітальну станцію «Мир». Через дванадцять днів... ми були приголомшені загибеллю у випробувальному польоті на спортивному СУ-26 Олександра Володимировича Щукіна — дублера Левченка в підготовці та виконанні його космічного польоту і другого пілота у нього ж в екіпажі «Бурану». Так поруч — одним екіпажем, їх і поховали в Жуковському на Биковському кладовищі, що стало, фактично, меморіальним... Коли заходиш туди часом, здається, що земля стогне від тіл багатьох і багатьох випробувачів, що там лежать...». Оригінальний текст (рос.) «Невыносимо тяжело тянулся пыльный август 1988 года... Шестого умер от мучительной и непонятно молниеносной болезни Анатолий Семёнович Левченко, всего лишь немногим более полугода назад летавший в качестве космонавта-исследователя на орбитальную станцию «Мир». Через двенадцать дней... мы были потрясены гибелью в испытательном полёте на спортивном СУ-26 Александра Владимировича Щукина — дублёра Левченко в подготовке и выполнении его космического полёта и второго пилота у него же в экипаже «Бурана». Так рядом — одним экипажем, их и похоронили в Жуковском на ставшем, фактически, мемориальным Быковском кладбище... Когда заходишь туда порой, кажется, что земля стонет от тел лежащих там многих и многих испытателей...» |
| |

Колега і друг Левченка, теж Герой Радянського Союзу і Заслужений льотчик-випробувач СРСР Валерій Меницький взагалі не згадував про пухлину, а лише про якусь «хронічну» хворобу. У мемуарах він писав:

| «Анатолій Левченко був однією з найпомітніших фігур серед «буранівців»... Але після польоту в космос у нього загострилася одна з хронічних хвороб, і незабаром ми його втратили. Левченко був на диво скромною людиною, хоча і з вражаючою льотною біографією». Оригінальний текст (рос.) «Анатолий Левченко был одной из самых заметных фигур среди «бурановцев»... Но после полета в космос у него обострилась одна из хронических болезней, и вскоре мы его потеряли. Левченко был тоже удивительно скромным человеком, хотя и с впечатляющей летной биографией». |
| |

## Вшанування пам'яті
- Ім'ям космонавта Анатолія Левченка названа вулиця в селі Основинці, де він народився і виріс, а також в містах Уфа і Жуковський.
- В Краснокутську, на старому приміщенні школи, де з 1955 по 1958 рік навчався Левченко, встановлена меморіальна дошка.
- У місті Жуковський, на будинку по вулиці Чкалова, де із 1978 по 1988 рік жив Левченко, встановлена меморіальна дошка.
- У Харківському планетарії зберігається колекція речей, що були подаровані рідними Анатолія Левченка[6].